# Broušení

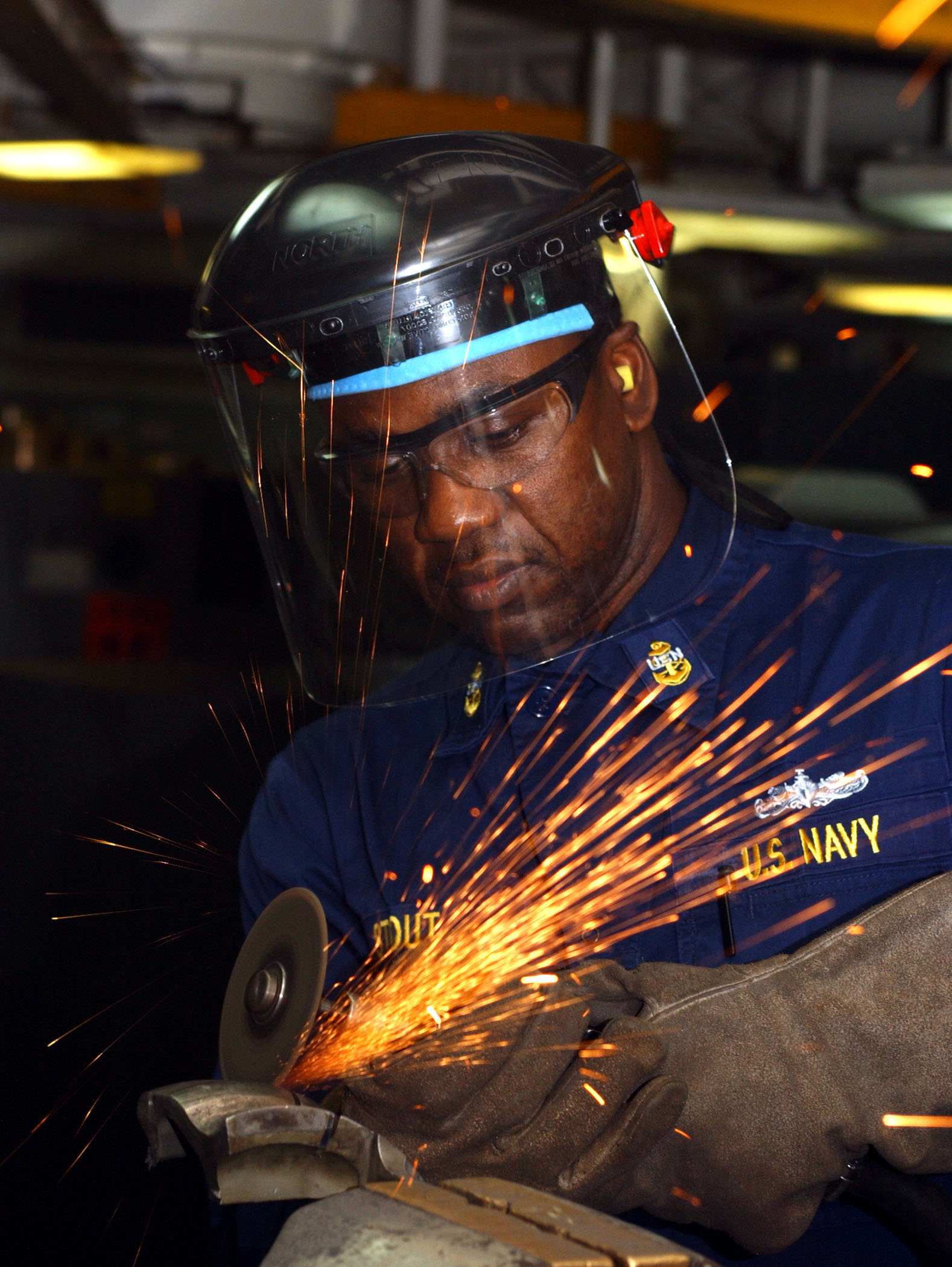
Broušení ruční bruskou

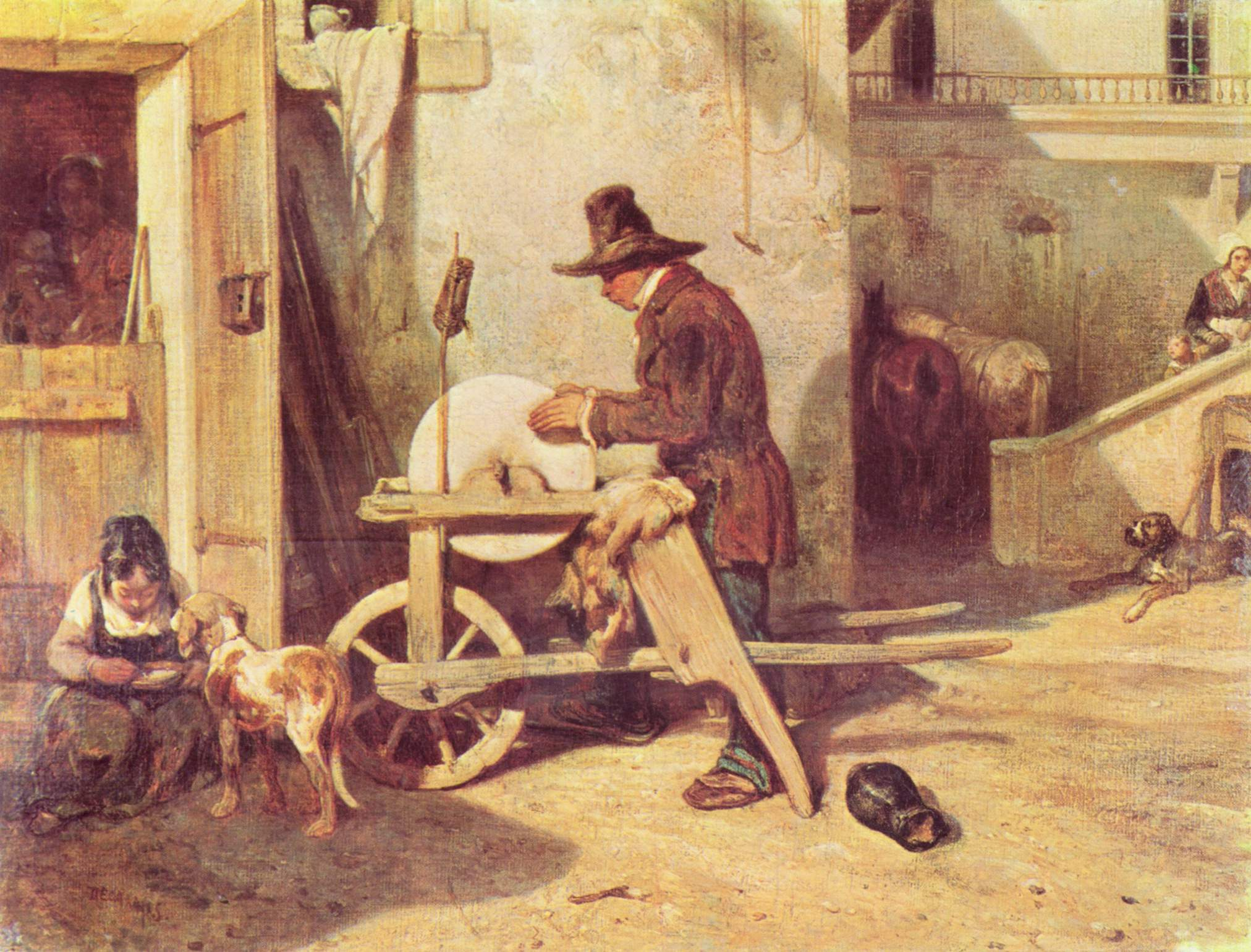
Ruční broušení nožů

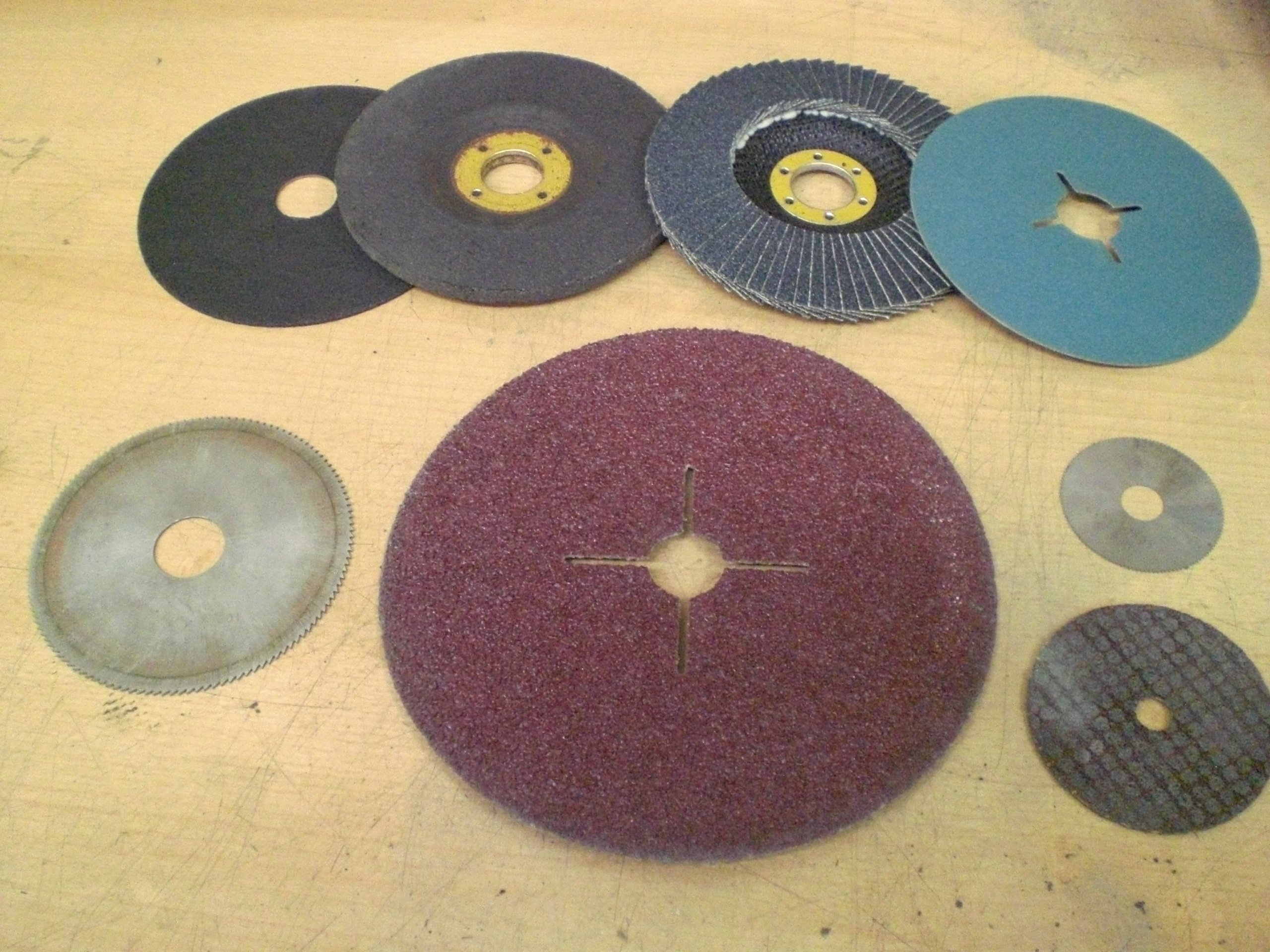
Pružné brusné kotouče

Broušení je technologie obrábění, při níž se materiál ubírá tvrdým brusivem (práškem, kotoučem ap.) s množstvím nepravidelných a nahodile orientovaných břitů. Ruční broušení patří mezi nejstarší způsoby obrábění, strojové broušení se používá k obrábění kovů, keramiky, skla, ale také dřeva a umělých hmot. Brousit lze i ty nejtvrdší materiály a při strojovém broušení lze dosahovat vysoké přesnosti a velmi kvalitního povrchu.

## Brusivo
Vlastní broušení obstarávají drobné částečky tvrdého materiálu, které se používají buď jako volné brusivo (prášek), případně v nějaké emulzi, nebo nalepené na pružnou podložku (smirkový papír, plátno), anebo spojené pevným pojivem.
Přírodní brusivo je obvykle kámen, například pískovec nebo pemza pro hrubší broušení a speciální druhy smirku (korund), pazourku (silex) nebo břidlice pro jemné broušení. Často se jedná o usazené horniny, které obsahují jemné částečky velmi tvrdého minerálu. Tyto částečky působí jako břity a když se při broušení otupí, vylomí se. Proto brusivo při broušení také ubývá a vzniká brusný prach.
Umělá brusiva také obsahují vlastní brusný materiál (diamant, umělý korund, karbid křemíku, sklo apod.) v nějakém měkčím pojivu s větším nebo menším podílem pórů. Nejběžnějším umělým brusivem je pórovité karborundum, směs karbidu křemíku, lisovaná za vysoké teploty.

## Broušení volným brusivem
Nejstarší technika broušení, známá od mladší doby kamenné, užívala písek nebo jiný brusný prášek a kámen nebo dřevo jako jeho podložku. Také vrtání otvorů do kamenných nástrojů se dělalo broušením, dřevěným otáčivým nástrojem a pískem. Práškem na dřevěné podložce se i dnes brousí a leští za mokra například sklo, kovovou (měděnou nebo ocelovou) podložkou se brousí diamanty a drahé kameny, rozbrušují velmi tvrdé materiály a podobně. Prášek může být i v tekutém či voskovém pojivu (brousicí a lešticí pasty).
Volným brusivem se brousí a leští optická skla (čočky, hranoly, zrcadla), zvláštní technologií je broušení astronomických zrcadel pro velké dalekohledy.

## Broušení na brousku
Pro konečné ruční ostření nástrojů se i dnes užívají přírodní i umělé brousky, často smáčené vodou nebo u velmi jemnozrnných brousků olejem. Malá brusná tělíska se užívají při ručních dokončovacích pracích i při strojním honování.

## Broušení na bruskách

Typy brousicích operací: 1. rovinné broušení obvodem kotouče; 2. boční broušení čelem kotouče; 3. průběžné broušení na kulato; 4. zápichové broušení na kulato; 5. bezhroté broušení na kulato.

Broušení se podstatně urychlí a usnadní, když se použije otáčivý brusný kotouč a obrobek se k němu pouze přisunuje. Nejstarší takové zařízení je ruční brus na kliku nebo šlapací pohon. V současnosti se obvykle používá brusný kotouč poháněný elektromotorem. Karbidové kotouče bývají zelené nebo šedé, korundové kotouče bílé nebo růžové. Nejmenší kotoučky se pohánějí ohebným hřídelem a používají při rytí a broušení skla, při dokončovacích pracích ve strojírenství nebo v zubním lékařství. V obecném i přesném strojírenství se používají strojní brusky na plocho, na kulato a pro ostření nástrojů. Největší brusné kotouče se používají v hutní výrobě k obrušování polotovarů, odlitků a výkovků a ve stavebnictví, například při řezání a broušení kamene.

## Broušení pásem
Brusný prášek, nalepený na pásu průmyslové tkaniny, se používá u pásových brusek na dřevo při dokončovacích pracích na nábytku. Broušení pásem se však v poslední době užívá i při broušení kovů, zejména jako dokončovací povrchová operace.